# Acrapex stygiata
Acrapex stygiata is een vlinder van de familie van de uilen (Noctuidae). De wetenschappelijke naam van deze soort is voor het eerst voorgesteld als Calamistis stygiata door George Francis Hampson in een publicatie uit 1910.

## Verspreiding
De soort komt voor in Oeganda, Malawi en Zuid-Afrika.

## Waardplanten
De rups leeft op soorten van de grassenfamilie (Poaceae) waaronder Cymbopogon sp. en Miscanthus ecklonii (Nees) Mabb..